# 윈도우 게임 목록
이 목록은 윈도우에 대한 게임 목록이다.

## 목록
- 체스 타이탄스
- 프리셀
- 하트
- Hold 'Em
- 구슬 넣기
- 마이크로소프트 마종
- 지뢰 찾기
- 핀볼
- 퍼블 플레이스
- 카드놀이
- 스파이더 카드놀이
- 팅커

## 같이 보기
- 비디오 게임 목록